# Дельфациди
Дельфациди (Delphacidae) — родина напівтвердокрилих комах. Містить понад 2000 видів. Вирізняються серед близьких родин помітною шпорою на гомілці задньої ноги. Усі види є фітофагами. Деякі види є значними шкідниками та важливими переносниками хвороб зернових.

## Опис
Дельфациди — дрібні комахи, морфологічно неоднорідні, іноді характеризуються яскравим забарвленням. Частий статевий диморфізм, самиці мають зменшені крила.
Голова має морфологічні характеристики, типові для більшості Fulgoroidea, з лобово-защіпковою областю, пересіченою поздовжніми кілями, двома очками, розташованими під очима та збоку від бічних кілів, антенами з ниткоподібним і несегментованим джгутиком.
Передні крила перетворені в надкрила, розташовані як дах у стані спокою. Анальна область передніх крил, яка називається clavus, має ребра, що закінчуються на краю, не досягаючи вершини clavus. Анальна область задніх крил не має поперечних ребер.
Ноги мають, як і у всіх Fulgoroidea, подовжені кокси. Морфологічна характеристика, яка відрізняє Delphacidae від усіх інших родин, це наявність на дистальному кінці задніх гомілок помітної рухомої шпори із загалом зубчастими краями.

## Класифікація
Класифікація згідно з Fulgoromorpha Lists On the Web
Підродина Asiracinae Motschulsky, 1863
- Триба Asiracini Motschulsky, 1863
- Триба Eodelphacini Emeljanov, 1995
- Триба Idiosystatini Emeljanov, 1995
- Триба Neopunanini Emeljanov, 1995
- Триба Platysystatini Emeljanov, 1995
- Триба Tetrasteirini Emeljanov, 1995
- Триба Ugyopini Fennah, 1979

Підродина Delphacinae Leach, 1815
- Триба Delphacini Leach, 1815
  - Aloha Kirkaldy, 1904
  - Criomorphus Curtis, 1833
  - Delphacinus Fieber, 1866
  - Delphacodes Fieber, 1866
  - Javesella Fennah, 1963
  - Kakuna Matsumura, 1935
  - Megamelus Fieber, 1866
  - Metadelphax Wagner, 1963
  - Muellerianella Wagner, 1963
  - Muirodelphax Wagner, 1963
  - Nilaparvata Distant, 1906
  - Nothodelphax Fennah, 1963
  - Paraliburnia Jensen-Haarup, 1917
  - Prokelisia Osborn, 1905
  - Pseudaraeopus Kirkaldy, 1904
  - Sogatella Fennah, 1956
  - Toya Distant, 1906
  - Xanthodelphax Wagner, 1963[3] Stenocranus minutus

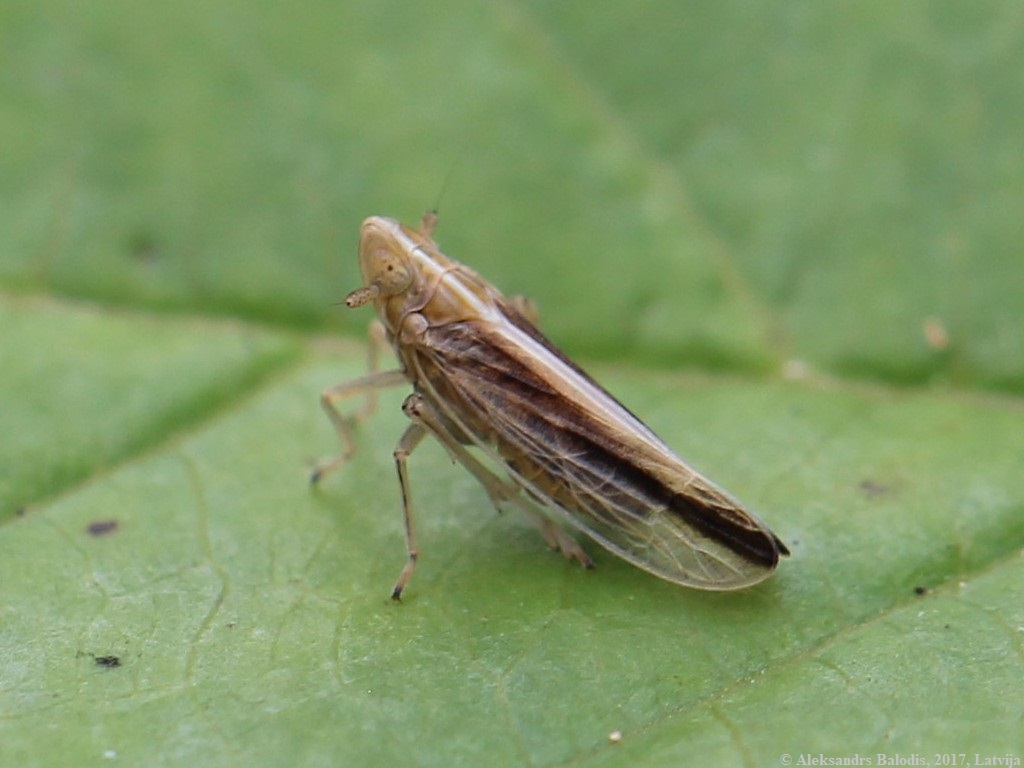
Stenocranus minutus

- Триба Saccharosydnini Vilbaste, 1968
  - Lacertinella (Remes Lenicov & Rossi Batiz) 2011
  - Neomalaxa Muir, 1918
  - Pseudomacrocorupha Muir, 1930
  - Saccharosydne Kirkaldy, 1907
- Триба Tropidocephalini Muir, 1915
  - Tropidocephala Stål, 1853

Підродина Kelisiinae Wagner, 1963
- Anakelisia Wagner, 1963
- Kelisia Fieber, 1866

Підродина Plesiodelphacinae Asche, 1985
- Burnilia Muir & Giffard, 1924
- Plesiodelphax Asche, 1985

Підродина Stenocraninae Wagner, 1963
- Embolophora Stål, 1853
- Frameus Bartlett, 2010
- Kelisicranus Bartlett, 2006
- Obtusicranus Bartlett, 2006
- Preterkelisia Yang, 1989
- Proterosydne Kirkaldy, 1907
- Stenocranus Fieber, 1866
- Stenokelisia Ribaut, 1934
- Tanycranus Bartlett, 2010
- Terauchiana Matsumura, 1915

Підродина Vizcayinae Asche, 1990
- Neovizcaya Liang, 2002
- Vizcaya Muir, 1917

Роди, що не розміщені у підродини:
- †Amagua Cockerell, 1924
- Epunka Matsumura, 1935
- Eunycheuma Yang, 1989
- Hikona Matsumura, 1935
- Jugodina Schumacher, 1915
- Lauriana Ren & Qin, 2014
- Megamelodes Le Quesne, 1960
- Nephropsia Costa, 1862
- Sogatodes Fennah, 1963
- Unkana Matsumura, 1935